# Бородай, Василий Васильевич
Василий Васильевич Бородай (28 мая 1919, Полтавская губерния — 21 сентября 1995, Москва) — советский металлург, первый заместитель министра цветной металлургии СССР. Лауреат Государственной премии СССР.

## Биография
Родился в 1919 году в селе Новоселица (ныне — Чернобаевский район, Черкасская область) из крестьян. Член ВЛКСМ с 1940 года. Обучался в Московском институте цветных металлов и золота имени Калинина, закончил в эвакуации Казахский горно-металлургический институт в Алма-Ате в 1942 году. 
С ноября 1942 года  начальник смены, в 1949-1953 году начальник цеха №3 на Березниковском магниевом заводе.
Инженерный и руководящий работник на Соликамском магниевом заводе, на Днепровском титано-магниевом заводе. Директор Днепровского титано-магниевого завода, начальник Главного управления титано-магниевой промышленности.
В 1974 году по приглашению компании "Клаймекс" корпорации "Амах"  сопровождал в США делегацию советских специалистов цветной металлургии как начальник главка "Союзвольфрам".
Заместитель министра, первый заместитель министра цветной металлургии СССР в 1975-1991 годах. Член КПСС. Лауреат Государственной премии СССР.
Умер в Москве в 1995 году. Похоронен на Троекуровском кладбище города Москвы, участок 3.

## Награды
- Орден Ленина
- Орден Трудового красного знамени (трижды),
- Орден Октябрьской Революции
- Государственная премия СССР[1].